# Île Pinta
Pour les articles homonymes, voir Pinta et Abingdon.
L'île Pinta, en espagnol Isla Pinta, aussi appelée île Abingdon, est une île inhabitée d'Équateur située dans l'archipel des Galápagos.
Le centre de l'île est occupé par un volcan culminant à 777 mètres d'altitude. Elle est couverte d'une végétation sèche où vivent des tortues géantes des Galapagos. Cette île était en particulier le lieu d'origine de la célèbre tortue Georges le solitaire, dernière représentante supposée de l'espèce Chelonoidis abingdonii, une espèce qui, comme son nom l'indique (abingdonii, en référence au deuxième nom de l'île), est endémique de l'île Pinta.

## Toponymie
Son nom espagnol lui a été donné en l'honneur de La Pinta, l'une des trois caravelles du premier voyage de Christophe Colomb.
La dénomination anglaise Abingdon lui fut donnée en 1684 par le flibustier anglais William Ambrose Cowley, en l'honneur du Comte d'Abingdon.